# Château de Beaucastel

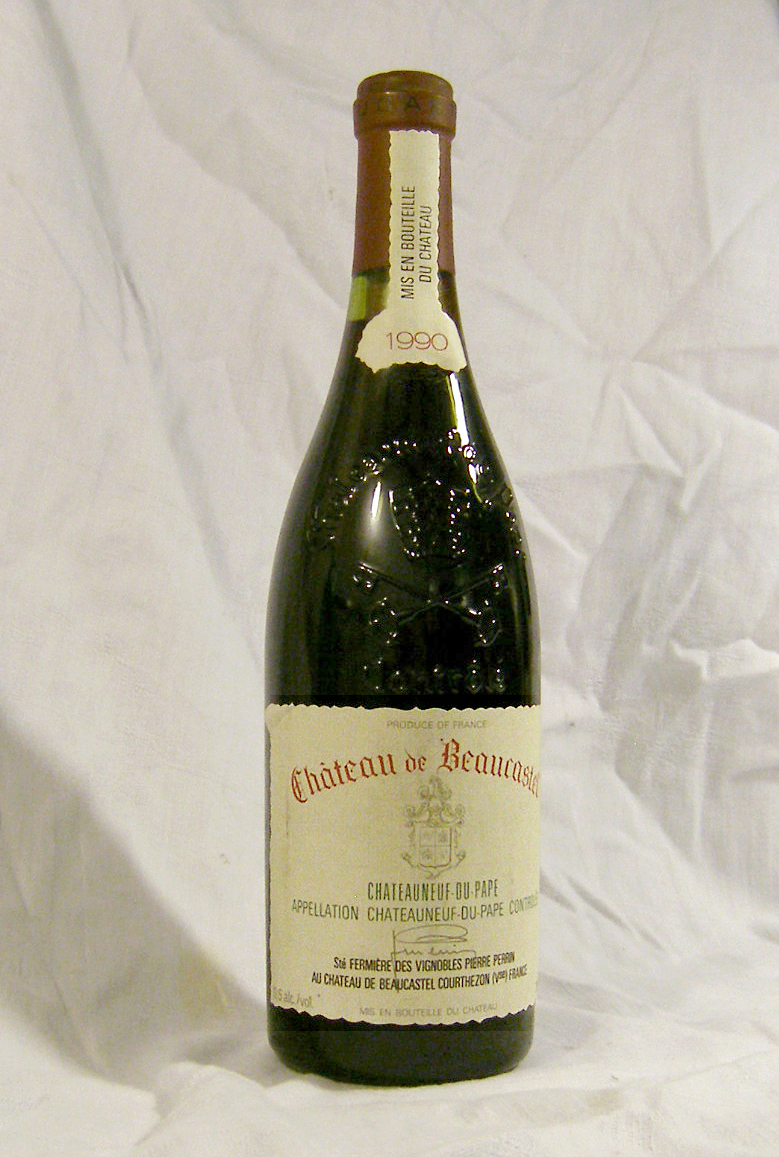
Flasche von Château de Beaucastel, Châteauneuf-du-Pape, AOC

Das Château de Beaucastel ist eines der bedeutenden und traditionsreichen Weingüter der Appellation d’Origine Contrôlée (AOC) Châteauneuf-du-Pape der gleichnamigen Stadt im südlichen Rhonetal. Mit einer Rebfläche von 110 Hektar ist es auch eines der größten Güter. Es liegt an der nördlichen Grenze des Anbaugebiets, in der Nähe von Courthézon.

## Geschichte
Die Ursprünge des Gutes liegen im 16. Jahrhundert. 1549 erwarb ein gewisser Pierre de Beaucastel ein Anwesen in Coudoulet. Seine Nachfahren erbauten dort ein Gutsgebäude, die Familie blieb 200 Jahre lang ansässig. Es handelte sich seinerzeit aber um Acker- und Weideflächen, Weinbau ist für diese Zeit nicht bezeugt. 1792 hieß der Besitzer Etienne Gontard, seine Erben wurden 40 Jahre im Zusammenhang mit 36 Ar Weinbergsfläche erwähnt. Am Ende des 19. Jahrhunderts wurden die Weinberge von der Reblaus verwüstet. Der damalige Besitzer, Élie Dussaud, pflanzte nicht wieder, sondern entschied sich 1909 zum Verkauf an Pierre Tramier. Dieser legte die Weinberge neu an und übertrug das Gut seinem Schwiegersohn Pierre Perrin. Heute wird Beaucastel in vierter Generation von der Familie Perrin geführt. Derzeitige Inhaber sind die Brüder François und Jean Perrin. Ihr Vater, der 1978 verstorbene Jacques Perrin, war ein geschätzter Kellermeister im Rhonetal. Für die Weine von Beaucastel stellte er drei Grundprinzipien auf: Die Weine sollten mit natürlichen Methoden hergestellt werden, ein großer Anteil der Rebsorte Mourvèdre sei zu verwenden und die natürlichen Eigenschaften des Weins dürften nicht durch die moderne Technik verfälscht werden.
Die Familie Perrin ist Mitglied der Vereinigung Primum Familiae Vini. Die Familie betreibt gemeinsam mit dem Hollywood-Schauspieler Brad Pitt auch das Weingut Château Miraval in Correns, an dem sie mit 50 Prozent beteiligt ist. Bis 2021 war auch Pitts Ex-Frau Angelina Jolie an dem Weingut beteiligt, ihren 25-Prozent-Anteil übernahmen mittlerweile die Tenute del Mondo.

## Lage, Boden und Rebsorten
Der Wein von Beaucastel wächst auf einem Plateau im Nordosten der Appellation Châteauneuf-du-Pape. Der Boden besteht aus rotem Lehm, wobei die oberen 50 cm mehr Sand enthalten, die darunter liegenden hingegen mehr Ton. Bedeckt ist der Boden von Kieselsteinen. 
Die Weinstöcke des Gutes haben ein Durchschnittsalter von etwa 50 Jahren. Gedüngt wird mit natürlichen Materialien wie Mist. Château de Beaucastel verwendet als eines der wenigen Güter von Châteauneuf-du-Pape für die Herstellung seiner Rotweine alle dreizehn zugelassenen Rebsorten. Diese werden getrennt vinifiziert und erst später assembliert. 

## Weine und Weinbereitung

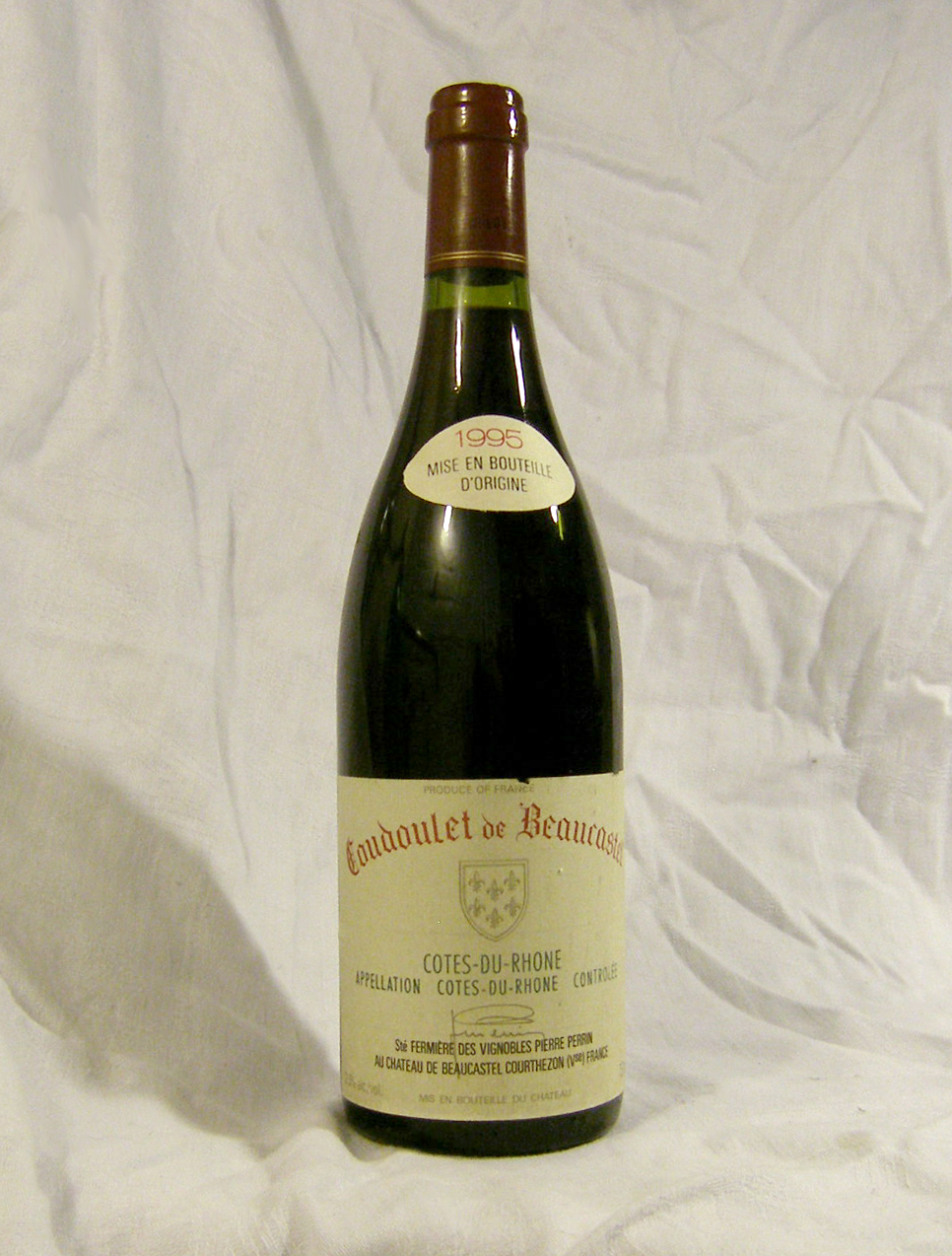
Flasche von Château de Beaucastel, Coudoulet de Beaucastel, AOC Côtes-du-Rhône-Villages

Der rote Châteauneuf-du-Pape AOC (70 ha) ist eine Cuvée, die aus Trauben der Sorten Mourvèdre (30 %), Grenache (30 %), Syrah (10 %), Counoise (10 %), Cinsault (5 %) sowie Muscardin und Vaccarèse komponiert wird. In geeigneten Jahren wird zusätzlich die rote Spitzencuvée Hommage à Jacques Perrin abgefüllt, die überwiegend von 70-jährigen Rebstöcken stammt. Der Hommage à Jacques Perrin enthält 70 % Mourvèdre, 15 % Syrah, 10 % Grenache und 5 % Counoise. Erzeugt werden hiervon nur 5.000 Flaschen, vom Châteauneuf des Gutes hingegen rund 250.000 Flaschen. 
Bei der Bereitung der Rotweine kommt eine in den 1920er Jahren von Jacques Perrin entwickelte spezielle Methode zum Einsatz: Die Trauben werden entrappt, die Beeren während 90 Sekunden mit Dampf auf 60 °C erhitzt und ebenso schnell wieder auf 20 °C heruntergekühlt. Hierdurch sollen zum einen die Aroma- und Farbstoffe aus den Beerenhäuten extrahiert werden, zum anderen will man so einer vorzeitigen Oxidation entgegenwirken. In der Folge kann der Wein weniger geschwefelt werden. Besonders die Grenache scheint davon zu profitieren. Die anschließende Maischegärung dauert 15 Tage, der Ausbau des Weines erfolgt in großen Holzfässern. Lediglich die Syrah reift in neuen Barriques. Vor der Abfüllung wird der Wein einmal mit Eischnee geschönt, jedoch nicht gefiltert. 
Der weiße Châteauneuf-du-Pape des Gutes wird von Weinkennern als gesuchte Rarität betrachtet. Erzeugt werden 20.000 Flaschen Châteauneuf-du-Pape blanc und knapp 4.000 Flaschen Châteauneuf-du-Pape blanc Vieilles Vignes (Alte Reben). Der normale Weißwein besteht zu 80 % aus Trauben der seltenen Sorte Roussanne und zu 15 % aus Grenache Blanc sowie geringen Anteilen weiterer Sorten. Dagegen ist der „Vieilles Vignes“ ein sortenreiner Roussanne, der ausschließlich aus Trauben gekeltert wird, die von Rebstöcken mit einem Mindestalter von 65 Jahren stammen sollen. Er wird zur Hälfte in Holzfässern ausgebaut, der normale Weißwein nur zu 20 %. Die Roussanne durchläuft stets eine Malolaktische Gärung. Die Weißweine können bei sachgerechter Flaschenlagerung eine relativ lange Haltbarkeit erreichen.
Wein jüngerer Rebstöcke oder eigener Wein aus benachbarten Gebieten wird zu einem Wein der Appellation Côtes du Rhône verarbeitet und trägt den Namen Coudoulet de Beaucastel. Der Familie Perrin gehört auch das Weinhandelshaus La Vieille Ferme, das Weine von den Côtes du Luberon und Côtes du Ventoux vertreibt und in Orange beheimatet ist.

### Einschätzung
Der Weinstil ist bei aller Dichte und Struktur eher von Eleganz als von Kraft geprägt. Er benötigt je nach Jahrgangsqualität mehrere Jahre Flaschenreife.
Château de Beaucastel wird von Robert Parker zu den hervorragenden Erzeugern seiner Appellation gezählt.